# ديف كليمنت
ديف كليمنت (بالإنجليزية: Dave Clement)‏ (2 فبراير 1948 في المملكة المتحدة - 31 مارس 1982 بإنجلترا في المملكة المتحدة) هو لاعب كرة قدم بريطاني في مركز الظهير. شارك مع منتخب إنجلترا لكرة القدم. أما مع النوادي، فقد لعب مع بولتون واندررز وكوينز بارك رينجرز ونادي فولهام ونادي ويمبلدون.

## مسيرته الكروية
لعب ديف كليمنت خلال مسيرته الاحترافية مع 4 أندية في سبعة عشر موسمًا وسجل خلالها 23 هدفًا ضمن 467 مباراة. ولم يفز بأي موسم بالكأس أو بالدوري.
خاض ديف كليمنت مسيرته مع نادي كوينز بارك رينجرز في موسم 1966–67 ليلعب معه ثلاثة عشر موسمًا، مشاركًا في 407 مباراة سجل خلالها 21 هدفًا. ثم انتقل إلى نادي بولتون واندررز في موسم 1979–80 ولمدة موسمين، حيث شارك في 33 مباراة ولم يسجل أي هدف. لينتقل بعدها إلى نادي فولهام في موسم 1980–81 لمدة موسم واحد، مشاركًا في 18 مباراة ولم يسجل أي هدف أيضًا. ثم انتقل إلى نادي ويمبلدون في موسم 1981–82 لمدة موسم واحد، مشاركًا في 9 مباريات سجل خلالها هدفين.

## وصلات خارجية
- ديف كليمنت على موقع قاعدة بيانات كرة القدم.إي يو (الإنجليزية)
- ديف كليمنت على موقع ناشيونال فوتبول تيمز (الإنجليزية)